# Шімойська діоцезія
Шімо́йська діоце́зія (лат. Dioecesis Cimoiana; порт. Diocese de Chimoio) — діоцезія римського обряду Католицької церкви в Мозамбіці, з центром у місті Шімою.  Входить до складу Бейрівської церковної провінції. Суфраганна діоцезія Бейрівської архідіоцезії. Заснована 19 листопада 1990 року. Голова — єпископ Шімойський. Центральний храм — Шімойський собор.    Чинний голова — Жуан Карлуш Татон Нуніш, єпископ Шімойський.

## Єпископи
- Жуан Карлуш Татон Нуніш

## Статистика
Згідно з «Annuario Pontificio» і Catholic-Hierarchy.org:
| Рік  | Населення | Населення | Населення | Священики | Священики | Священики | Священики           | Диякони | Ченці    | Ченці | Парафії |
| Рік  | католики  | загалом   | %         | загалом   | секулярні | ченці     | вірних на священика | Диякони | чоловіки | жінки | Парафії |
| ---- | --------- | --------- | --------- | --------- | --------- | --------- | ------------------- | ------- | -------- | ----- | ------- |
| 1990 | 51.000    | 700.000   | 7,3       | 8         |           | 8         | 6.375               |         | 9        | 20    | 13      |
| 1999 | 64.668    | 1.000.000 | 6,5       | 15        | 4         | 11        | 4.311               |         | 12       | 48    | 15      |
| 2000 | 67.283    | 1.000.000 | 6,7       | 13        | 3         | 10        | 5.175               |         | 32       | 50    | 14      |
| 2001 | 69.339    | 1.000.500 | 6,9       | 18        | 3         | 15        | 3.852               |         | 37       | 49    | 15      |
| 2002 | 71.213    | 1.001.000 | 7,1       | 24        | 6         | 18        | 2.967               |         | 40       | 45    | 15      |
| 2003 | 72.648    | 1.002.500 | 7,2       | 20        | 4         | 16        | 3.632               |         | 33       | 54    | 15      |
| 2004 | 74.829    | 1.006.000 | 7,4       | 22        | 4         | 18        | 3.401               |         | 39       | 56    | 15      |
| 2006 | 78.249    | 1.115.000 | 7,0       | 23        | 3         | 20        | 3.402               |         | 36       | 56    | 15      |
| 2013 | 90.462    | 1.301.000 | 7,0       | 28        | 4         | 24        | 3.230               | 1       | 30       | 58    | 15      |